# Dyskografia Sama Cooke’a
Dyskografia amerykańskiego piosenkarza i kompozytora Sama Cooke’a (1931–1964) składa się z 14 albumów studyjnych, 2 albumów koncertowych (jeden z nich został wydany pośmiertnie), 7 projektów kompilacyjnych oraz 49 singli.
W ciągu swojej ośmioletniej kariery Cooke umieścił 29 singli w pierwszej czterdziestce listy przebojów Billboard Pop Singles. 20 jego singli znalazło się także w pierwszej dziesiątce listy R&B magazynu Billboard. W latach 1957–1960 płyty Sama Cooke’a były produkowane w wytwórni Keen Records, natomiast od 1960 do 1966 roku przez wytwórnię RCA Records.
Swój pierwszy album studyjny Cooke wydał w roku 1958 pod tytułem Sam Cooke, a ostatni w 1964 pod tytułem Ain't That Good News. Dwa albumy studyjne piosenkarza ukazały się po jego śmierci w 1965 roku: Shake oraz Try a Little Love.

## Single

### Single wydane za życia piosenkarza
| Rok | Tytuły (Strona A / Strona B)                                            | Najwyższe pozycje na listach | Najwyższe pozycje na listach | Najwyższe pozycje na listach | Album                                                                        |
| Rok | Tytuły (Strona A / Strona B)                                            | US                           | US R&B                       | UK                           | Album                                                                        |
| Lata 50. | Lata 50.                                                                | Lata 50.                     | Lata 50.                     | Lata 50.                     | Lata 50.                                                                     |
| --- | ----------------------------------------------------------------------- | ---------------------------- | ---------------------------- | ---------------------------- | ---------------------------------------------------------------------------- |
| 1957 | "You Send Me" "Summertime"                                              | 1 81                         | 1 —                          | 29 —                         | Sam Cooke                                                                    |
| 1957 | "I'll Come Running Back to You" "Forever"                               | 18 60                        | 1 —                          | 23 —                         | utwory spoza albumu                                                          |
| 1957 | "(I Love You) For Sentimental Reasons" "Desire Me"                      | 17 47                        | 15 17                        | —                            | utwór spoza albumu / nagrany ponownie na albumie Mr. Soul utwór spoza albumu |
| 1958 | "That's All I Need to Know" "I Don't Want to Cry"                       | —                            | —                            | —                            | utwory spoza albumu                                                          |
| 1958 | "You Were Made for Me" "Lonely Island"                                  | 27 26                        | 7 10                         | —                            | utwory spoza albumu                                                          |
| 1958 | "Stealing Kisses" "All of My Life"                                      | —                            | —                            | —                            | utwory spoza albumu                                                          |
| 1958 | "Win Your Love for Me" "Love Song from Houseboat (Almost in Your Arms)" | 22 —                         | 4 —                          | —                            | utwory spoza albumu                                                          |
| 1958 | "Blue Moon" "Love You Most of All"                                      | — 26                         | — 12                         | —                            | utwory spoza albumu                                                          |
| 1959 | "I Need You Now" "Happy in Love"                                        | —                            | —                            | —                            | utwory spoza albumu                                                          |
| 1959 | "Everybody Loves to Cha Cha Cha" "Little Things You Do"                 | 31 —                         | 2 —                          | —                            | utwory spoza albumu                                                          |
| 1959 | "Only Sixteen" "Let's Go Steady Again"                                  | 28 —                         | 13 —                         | 23 —                         | utwory spoza albumu                                                          |
| 1959 | "Summertime (Part 1)" "Summertime (Part 2)"                             | —                            | —                            | —                            | Sam Cooke utwór spoza albumu                                                 |
| 1959 | "There, I've Said It Again" "One Hour Ahead of the Posse"               | 81 —                         | 25 —                         | —                            | utwory spoza albumu                                                          |
| Lata 60. |                                                                         |                              |                              |                              |                                                                              |
| 1960 | "Mary, Mary Lou" "Ee-Yi-Ee-Yi-Oh"                                       | —                            | —                            | —                            | Encore utwór spoza albumu                                                    |
| 1960 | "T'Aint Nobody's Bizness" "No One (Can Ever Take Your Place)"           | —                            | —                            | —                            | Tribute to the Lady utwór spoza albumu                                       |
| 1960 | "Teenage Sonata" "If You Were the Only Girl"                            | 50 —                         | 22 —                         | —                            | utwory spoza albumu                                                          |
| 1960 | "You Understand Me" "I Belong to Your Heart"                            | —                            | —                            | —                            | utwory spoza albumu                                                          |
| 1960 | "Wonderful World" "Along the Navajo Trail"                              | 12 —                         | 2 —                          | 27 —                         | utwór spoza albumu Encore                                                    |
| 1960 | "With You" "I Thank God"                                                | —                            | —                            | —                            | utwór spoza albumu I Thank God                                               |
| 1960 | "Chain Gang" "I Fall in Love Every Day"                                 | 2 —                          | 2 —                          | 9 —                          | Swing Low utwór spoza albumu                                                 |
| 1960 | "So Glamorous" "Steal Away"                                             | 81 —                         | 25 —                         | —                            | utwory spoza albumu                                                          |
| 1960 | "Sad Mood" "Love Me"                                                    | 29 —                         | 23 —                         | —                            | utwory spoza albumu                                                          |
| 1961 | "That's It, I Quit, I'm Movin' On" "What Do You Say"                    | 31 —                         | 25 —                         | —                            | Twistin' the Night Away utwór spoza albumu                                   |
| 1961 | "Cupid" "Farewell, My Darling"                                          | 17 —                         | 20 —                         | 7 —                          | utwory spoza albumu                                                          |
| 1961 | "Feel It" "It's All Right"                                              | 56 93                        | —                            | —                            | utwory spoza albumu                                                          |
| 1961 | "Just for You" "Made for Me"                                            | —                            | —                            | —                            | utwory spoza albumu                                                          |
| 1962 | "Twistin' the Night Away" "One More Time"                               | 9 —                          | 1 —                          | 6 —                          | Twistin' the Night Away utwór spoza albumu                                   |
| 1962 | "Twistin' in the Kitchen with Dinah" "A Whole Lotta Woman"              | —                            | —                            | —                            | Twistin' the Night Away                                                      |
| 1962 | "Bring It On Home to Me" "Having a Party"                               | 13 17                        | 2 4                          | —                            | utwory spoza albumu                                                          |
| 1962 | "Nothing Can Change This Love" "Somebody Have Mercy"                    | 12 70                        | 2 3                          | —                            | Mr. Soul Twistin' the Night Away                                             |
| 1962 | "Send Me Some Lovin'" "Baby, Baby, Baby"                                | 13 66                        | 2 —                          | —                            | Mr. Soul utwór spoza albumu                                                  |
| 1963 | "Another Saturday Night" "Love Will Find a Way"                         | 10 —                         | 1 —                          | 23 —                         | Ain't That Good News utwór spoza albumu                                      |
| 1963 | "Frankie and Johnny" "Cool Train"                                       | 14 —                         | 4 —                          | 30 —                         | utwory spoza albumu                                                          |
| 1963 | "Little Red Rooster" "You Gotta Move"                                   | 11 —                         | 7 —                          | —                            | Night Beat                                                                   |
| 1964 | "Good News" "Basin Street Blues"                                        | 11 —                         | [ 7 ]                        | — —                          | Ain't That Good News utwór spoza albumu                                      |
| 1964 | "Good Times" "Tennessee Waltz"                                          | 11 35                        | [ 7 ]                        | — —                          | Ain't That Good News                                                         |
| 1964 | "That's Where It's At" "Cousin of Mine"                                 | 93 31                        | — 40                         | —                            | utwory spoza albumu                                                          |
| "—" oznacza nagranie, które nie znalazło się na listach przebojów lub nie zostało wydane na tym terytorium. |                                                                         |                              |                              |                              |                                                                              |

### Single wydane pośmiertnie
| Rok | Tytuły (Strona A / Strona B)                                           | Najwyższe pozycje na listach | Najwyższe pozycje na listach | Najwyższe pozycje na listach | Album                                                                                    |
| Rok | Tytuły (Strona A / Strona B)                                           | US                           | US R&B                       | UK                           | Album                                                                                    |
| Lata 60. | Lata 60.                                                               | Lata 60.                     | Lata 60.                     | Lata 60.                     | Lata 60.                                                                                 |
| --- | ---------------------------------------------------------------------- | ---------------------------- | ---------------------------- | ---------------------------- | ---------------------------------------------------------------------------------------- |
| 1964 | "Shake" "A Change Is Gonna Come"                                       | 7 31                         | 2 9                          | —                            | Shake Ain't That Good News                                                               |
| 1965 | "Another Saturday Night" "Send Me Some Lovin'"                         | —                            | — —                          | — —                          | Ain't That Good News Mr. Soul                                                            |
| 1965 | "It's Got The Whole World Shakin'" "(Somebody) Ease My Troublin' Mind" | 41 —                         | 15 —                         | —                            | Shake                                                                                    |
| 1965 | "When a Boy Falls in Love" "The Piper"                                 | 52 —                         | —                            | —                            | Try a Little Love utwór spoza albumu                                                     |
| 1965 | "Sugar Dumpling" "Bridge of Tears"                                     | 32 —                         | 18 —                         | —                            | The Unforgettable Sam Cooke Try a Little Love                                            |
| 1966 | "Feel It" "That's All"                                                 | —                            | — —                          | — —                          | The Unforgettable Sam Cooke                                                              |
| 1966 | "Let's Go Steady Again" "Trouble Blues"                                | 97 —                         | —                            | —                            | Hit Kit Night Beat                                                                       |
| 1966 | "Meet Me at Mary's Place" "If I Had a Hammer"                          | —                            | —                            | —                            | Ain't That Good News Sam Cooke at the Copa                                               |
| Lata 70. |                                                                        |                              |                              |                              |                                                                                          |
| 1970 | "The Last Mile of the Way" "Must Jesus Bear the Cross Alone"           | —                            | — —                          | — —                          | The Two Sides of Sam Cooke The Gospel Soul of Sam Cooke with the Soul Stirrers, Volume 1 |
| Lata 80. |                                                                        |                              |                              |                              |                                                                                          |
| 1985 | "Bring It On Home to Me" "Nothing Can Change This Love"                | —                            | — —                          | — —                          | Sam Cooke Live at the Harlem Square Club, 1963                                           |
| 1986 | "Wonderful World" "Chain Gang"                                         | —                            | — —                          | 2 —                          | Sam Cooke, The Man and His Music                                                         |
| 1986 | "Another Saturday Night" "You Send Me"                                 | —                            | — —                          | 75 —                         | Sam Cooke, The Man and His Music                                                         |
| "—" oznacza nagranie, które nie znalazło się na listach przebojów lub nie zostało wydane na tym terytorium. |                                                                        |                              |                              |                              |                                                                                          |

## Albumy

### Albumy studyjne wydane za życia piosenkarza
| Rok | Tytuł                                        | Wytwórnia    | Najwyższe pozycje na listach | Najwyższe pozycje na listach | Najwyższe pozycje na listach |
| Rok | Tytuł                                        | Wytwórnia    | US                           | US R&B                       | UK                           |
| Lata 50.                                                                                               | Lata 50.                                     | Lata 50.     | Lata 50.                     | Lata 50.                     | Lata 50.                     |
| --- | -------------------------------------------- | ------------ | ---------------------------- | ---------------------------- | ---------------------------- |
| 1958                                                                                                   | Sam Cooke                                    | Keen Records | 16                           | —                            | —                            |
| 1958                                                                                                   | Encore                                       | Keen Records | —                            | —                            | —                            |
| 1959                                                                                                   | Tribute to the Lady                          | Keen Records | —                            | —                            | —                            |
| Lata 60.                                                                                               |                                              |              |                              |                              |                              |
| 1960                                                                                                   | Cooke's Tour                                 | RCA Records  | —                            | —                            | —                            |
| 1960                                                                                                   | Hits of the 50's                             | RCA Records  | —                            | —                            | —                            |
| 1961                                                                                                   | Swing Low                                    | RCA Records  | —                            | —                            | —                            |
| 1961                                                                                                   | My Kind of Blues                             | RCA Records  | —                            | —                            | —                            |
| 1962                                                                                                   | Twistin' the Night Away                      | RCA Records  | 74                           | —                            | —                            |
| 1963                                                                                                   | Mr. Soul                                     | RCA Records  | 94                           | —                            | —                            |
| 1963                                                                                                   | Night Beat                                   | RCA Records  | 62                           | —                            | —                            |
| 1964                                                                                                   | 3 Great Guys (z Paulem Anką i Neilem Sedaką) | RCA Records  | —                            | —                            | —                            |
| 1964                                                                                                   | Ain't That Good News                         | RCA Records  | 34                           | —                            | —                            |
| "—" oznacza album, który nie znalazł się na listach przebojów lub nie został wydany na tym terytorium. |                                              |              |                              |                              |                              |

### Albumy studyjne wydane pośmiertnie
| Rok | Tytuł             | Wytwórnia   | Najwyższe pozycje na listach | Najwyższe pozycje na listach | Najwyższe pozycje na listach |
| Rok | Tytuł             | Wytwórnia   | US                           | US R&B                       | UK                           |
| --- | ----------------- | ----------- | ---------------------------- | ---------------------------- | ---------------------------- |
| 1965                                                                                                   | Shake             | RCA Records | 44                           | 1                            | —                            |
| 1965                                                                                                   | Try a Little Love | RCA Records | 120                          | —                            | —                            |
| "—" oznacza album, który nie znalazł się na listach przebojów lub nie został wydany na tym terytorium. |                   |             |                              |                              |                              |

### Albumy koncertowe
| Rok | Tytuł                                                     | Wytwórnia   | Najwyższe pozycje na listach | Najwyższe pozycje na listach | Najwyższe pozycje na listach |
| Rok | Tytuł                                                     | Wytwórnia   | US                           | US R&B                       | UK                           |
| --- | --------------------------------------------------------- | ----------- | ---------------------------- | ---------------------------- | ---------------------------- |
| 1964                                                                                                   | Sam Cooke at the Copa                                     | RCA Records | 29                           | 1                            | —                            |
| 1985                                                                                                   | Live at the Harlem Square Club, 1963 (wydanie pośmiertne) | RCA Records | —                            | —                            | —                            |
| "—" oznacza album, który nie znalazł się na listach przebojów lub nie został wydany na tym terytorium. |                                                           |             |                              |                              |                              |

### Albumy kompilacyjne wydane za życia piosenkarza
- 1959: Hit Kit
- 1960: The Wonderful World of Sam Cooke
- 1960: I Thank God
- 1961: Sam's Songs
- 1962: The Best of Sam Cooke
- 1962: You Send Me
- 1962: Every Body Likes to Cha-Cha-Cha!

### Albumy kompilacyjne wydane pośmiertnie
- 1965: The Best of Sam Cooke Volume 2
- 1966: The Unforgettable Sam Cooke
- 1967: The One And Only Sam Cooke
- 1968: The Man Who Invented Soul
- 1968: My Kind Of Soul
- 1969: So Wonderful
- 1969: The One and Only
- 1969: The Gospel Soul of Sam Cooke with the Soul Stirrers, Volume 1
- 1970: Sam Cooke
- 1970: This Is Sam Cooke
- 1970: The Two Sides of Sam Cooke
- 1971: The Gospel Soul of Sam Cooke with the Soul Stirrers, Volume 2
- 1971: Soulin' Sam Cooke - Right On
- 1972: That's Heaven To Me
- 1972: The Immortal Sam Cooke
- 1974: The Legendary
- 1974: A Collection of Memories
- 1975: Sam's Soul
- 1975: Forever
- 1975: Gold Deluxe
- 1975: Songs of Sam Cooke And Others
- 1976: 20 Greatest Hits
- 1986: The Man and His Music
- 1990: Specialty Profiles: Sam Cooke with The Soul Stirrers
- 1991: Sam Cooke and The Soul Stirrers
- 1992: Jesus Gave Me Water
- 1994: The Last Mile of the Way
- 1994: SAR Records Story
- 1995: The Rhythm and the Blues
- 1998: Greatest Hits
- 2002: Keep Movin' On
- 2002: The Complete Specialty Recordings
- 2003: Portrait of a Legend: 1951–1964
- 2011: The Complete Remastered Keen Collection
- 2019: Sam Cooke Soul, Vol. 1
- 2021: Feelin' Good
- 2021: Feelin' Better
- 2021: Having a Party
- 2021: Reflection
- 2021: Love Volume 1
- 2021: Love Volume 2
- 2022: Hello and Goodbye
- 2022: Lonely Island of Love
- 2022: Sam Cooke's Got the Blues
- 2023: Wonderful World (Remastered)
- 2024: Any Day Now
- 2024: The Soul Stirrers Time
- 2025: A Grand Selection of His Beloved Songs (Restored Edition '25)